# Sochy (Stalowa Wola)
Sochy – część miasta i osiedle w Stalowej Woli (woj. podkarpackie), położona nad rzeką San, do 1977 roku oddzielna wieś.

## Historia
Pod koniec XVIII wieku książę Franciszek Grzegorz Lubomirski w zakolu Sanu, zwanym zakolem rzeczyckim, na niewielkim karczowisku otoczonym zwartym lasem, założył niewielką osadę, której nadano nazwę Sochy. Był to przysiółek Charzewic o charakterze służebnym. Przed I wojną światową ówczesny właściciel Jerzy Lubomirski założył tu hodowlę bażantów. W 1936 utworzono tu po raz pierwszy rezerwat przyrody. Do 1944 roku rezerwat i wieś stanowiły własność Lubomirskich.
W 1953 roku utworzono ponownie rezerwat Rezerwat przyrody Sochy, ze względu na swoje unikatowe walory przyrodniczo-krajobrazowe - las łęgowy, skupisko tzw. topoli nadwiślańskiej - białej i czarnej. Rezerwat został  w 1971 zlikwidowany.
28 marca 2025 zostało podpisane przez Regionalnego Dyrektora Ochrony Środowiska w Rzeszowie zarządzenie w sprawie ponownego ustanowienia rezerwatu przyrody "Sochy".
Obecnie zabudowę osiedla, liczącego kilkaset osób stanowią domki jednorodzinne, głównie murowane z tradycyjnymi gospodarstwami rolniczymi. 1 września 1977 roku włączone do rozbudowującego się miasta Stalowa Wola. Sochy są miejscem wielu wycieczek poza miasto i niedzielnych rodzinnych spacerów. Przez rezerwat przebiega żółty szlak pieszy z Sandomierza do Leżajska. Prowadzi od sandomierskiego rynku. W Czekaju Pniowskim przeprawa promowa umożliwia przekroczenie Sanu. W Stalowej Woli przebiega nad lewym brzegiem Sanu, przepływającym północnymi i wschodnimi obrzeżami miasta. Kończy się w Leżajsku przy dworcu PKS, do którego zmierza ulicami: Siedlanka, Przemysłowa, Klasztorna i Mickiewicza.
Sochy od powstania w należały do parafii Charzewice, następnie od 1907 do parafii Rozwadów. W 1970 roku wymurowano pierwszą kapliczkę pw. Matki Bożej Różańcowej, którą w 1982 roku rozbudowano ze składek wiernych. W 1990 roku kaplicę powiększono i ukończono wyposażenie wnętrza.  Jest to kaplica filialna parafii Matki Bożej Szkaplerznej Rozwadów.